# Estación de Circuito Ricardo Tormo
Circuito Ricardo Tormo (en valenciano: Circuit Ricardo Tormo) es un apeadero ferroviario que da servicio al circuito automovilístico Ricardo Tormo en el municipio español de Cheste en la provincia de Valencia, comunidad autónoma de la Comunidad Valenciana. Forma parte de la línea C-3 de Cercanías Valencia.

## Situación ferroviaria
La estación se encuentra en el punto kilométrico 65,2 de la línea férrea 310 de la red ferroviaria española que une Aranjuez con Valencia. Más concretamente este kilometraje tiene que ver con la sección Utiel-Valencia donde Utiel se toma como pk.0. Tomando la línea en su conjunto el pk. correspondiente es el 330,1. El tramo es de vía única y está sin electrificar. 

## La estación
Está situado junto al Polígono 26 de Cheste, a 500 metros del circuito inaugurado en el año 1999. Por ello no forma parte de las estaciones originales del trazado de la línea. La infraestructura se limita a ofrecer un andén lateral a la que accede la vía principal 

## Servicios ferroviarios

### Cercanías
Forma parte de la línea C-3 de Cercanías Valencia. Durante la semana apenas se detienen trenes de cercanías en el recinto. Esto cambia radicalmente los fines de semana y cuando se celebran acontecimientos deportivos que impliquen un gran volumen de asistentes.
| procedencia/destino | < estación      | Línea | estación > | destino/procedencia |
| ------------------- | --------------- | ----- | ---------- | ------------------- |
| Valencia-Norte      | Loriguilla-Reva |       | Cheste     | Utiel               |